# Max (film 2015)
Max è un film del 2015 diretto da Boaz Yakin.

## Trama
Max, un cane da servizio militare addestrato al fiuto di esplosivi, è di servizio in Afghanistan assieme al suo padrone, il marine Kyle Wincott. Traumatizzato dalla morte di Kyle, Max viene rispedito negli Stati Uniti. L'unica persona con la quale sembra essere disposto ad entrare in contatto è Justin, il fratello adolescente di Kyle, così Max viene adottato dalla famiglia del soldato. Ma anche Justin ha i suoi problemi, come fare i conti con le grandi aspettative del padre nei suoi confronti, e non sembra essere interessato a prendersi cura del cane. Però, con l'aiuto di Carmen, Max e Justin stringono un legame speciale e insieme scopriranno il segreto dietro alla morte di Kyle.

## Produzione
Per le riprese e i vari stunt sono stati impiegati cinque cani differenti addestrati precedentemente da Mark Forbes in quattro mesi, il cane principale è un pastore belga di nome Carlos.

## Distribuzione
Il film è uscito nelle sale statunitensi il 26 giugno 2015. Nella Svizzera italiana è stato trasmesso in TV su RSI LA1 il 10 giugno 2017, mentre in Italia il film è inedito.

## Promozione
Il primo trailer è stato diffuso on line il 18 marzo 2015.

## Sequel
Nel 2017 è stato realizzato un sequel intitolato Max 2 - Un eroe alla Casa Bianca (Max 2: White House Hero), diretto da Brian Levant.